# 네 마음에 새겨진 이름
《네 마음에 새겨진 이름》(중국어: 刻在你心底的名字)은 2020년 타이완의 영화다.

## 출연진
- 천하오썬 - 장자한
- 쩡징화 - 버디